# Geta (romanzo)
Geta o Gli alieni del pianeta Geta. Il rito del corteggiamento (Courtship Rite) è un romanzo di fantascienza del 1982 dello scrittore statunitense Donald Kingsbury.
Il libro ha vinto la prima edizione del Compton Crook Award nel 1983 ed è stato inserito nella Hall of Fame del Premio Prometheus nel 2016. Inoltre è stato candidato al premio Hugo per il miglior romanzo nel 1983, ma non vinse a discapito di L'orlo della Fondazione di Isaac Asimov.

## Storia editoriale
Il romanzo è stato pubblicato a puntate sulla rivista di fantascienza Analog Science Fiction and Fact, in seguito al successo riscontrato è stato pubblicato in volume unico.
In Italia è stato pubblicato per la prima volta nel 1991 dall'Editrice Nord all'interno della collana Cosmo Oro.

## Edizioni
- Donald Kingsbury, Geta, traduzione di Annarita Guarnieri, collana Cosmo Oro n° 120, Editrice Nord, 1991,  p. 500, ISBN 8842904171.